# Pteruthius ripleyi
Pteruthius ripleyi là một loài chim trong họ Vireonidae.